# Schoenoplectus kuekenthalianus
Schoenoplectus kuekenthalianus är en halvgräsart som först beskrevs av Paul Junge, och fick sitt nu gällande namn av D.H.Kent. Schoenoplectus kuekenthalianus ingår i släktet sävsläktet, och familjen halvgräs. Inga underarter finns listade i Catalogue of Life.